# Paju
Paju (Hangul:, Hanja:, Hán Việt: Pha Châu) là một thành phố thuộc tỉnh tỉnh Gyeonggi, Hàn Quốc. Thành phố có diện tích 672,56 km2, dân số là 375.788 người (tháng 7 năm 2011). Thành phố nằm ở phía bắc Seoul. Thành phố có 2 dong (phường). Năm 1997, huyện Paju được chuyển thành thành phố. Thành phố nằm ngay phía nam Bàn Môn Điếm.

## Các đơn vị hành chính
Thành phố được chia thành 5 eup, 9 myeon, 2 dong.
Thành phố sách Paju là một phức hợp văn hóa khổng lồ thuộc Bộ Văn hóa, Thể thao và Du lịch Hàn Quốc. Tại đây nổi tiếng với ngành xuất bản. 
Có 300 nhà xuất bản với hơn 6000 nhân viên từ khâu in ấn đến phát hành.
Trong Trung tâm Thông tin và Văn hóa châu Á có các quán café sách, cửa hiệu sách dùng rồi, phòng nghệ thuật và các quán ăn. Nơi đây thường tổ chức các cuộc triển lãm và diễn đàn khác nhau.